# Wolfsgrabenbach
Der Wolfsgrabenbach ist ein Bach im Wienerwald in Niederösterreich. Er ist ein rechter Zufluss des Wienflusses, allerdings befindet sich die ehemalige Mündung nunmehr im künstlich errichteten Wienerwaldsee.
Der Wolfsgrabenbach entspringt an der östlichen Flanke des Grafenbergs, unweit von Hochroterd. Die Quelle befindet sich aber schon auf dem Gebiet der Gemeinde Wolfsgraben. Der Bach fließt generell nordwärts. Die ersten ca. 2,5 km des Verlaufs befinden sich im Wald. Danach durchfließt der Bach den namensgebenden Ort Wolfsgraben. Am letzten Kilometer seines Verlaufs fließt er etwa entlang der Grenze zwischen Pressbaum und Purkersdorf, wo er dann in den Wienerwaldsee einmündet.
Im Ort Wolfsgraben und weiter flussabwärts wird der Bach von zahlreichen Brücken überquert. Alle davon sind kleinere Brücken, mit der einzigen Ausnahme vom Talübergang Wolfsgraben, einer großen Autobahnbrücke der Westautobahn, die nicht nur den Bach, sondern auch die Laaber Straße B 13 bzw. das ganze, ziemlich große Tal überquert. Außerdem unterquert die II. Wiener Hochquellenleitung den Bach durch einen Düker (Einlaufkammer 112 und Auslaufkammer 113, beide unter Denkmalschutz).
Im Juli 2009 gab es beim Wolfsgrabenbach ein Hochwasser.